# Werner Papke (Historiker)
Werner Papke (* 1944 in Allenstein; † 2019 bei Freiburg) war ein deutscher Naturwissenschaftshistoriker und Religionswissenschaftler.

## Leben
Werner Papke studierte Biophysik, Wissenschaftsgeschichte und Altorientalistik. 1978 promovierte er an der Universität Tübingen mit einer Arbeit über die MUL.APIN-Tafeln, Keilschrifttafeln mit Listen der heliakischen Aufgänge der Sternbilder am Himmel. Seit 1983 arbeitete er am Institut für Geschichte der Naturwissenschaften im Deutschen Museum in München. Seit 1985 lehrte er an der Ludwig-Maximilians-Universität München.
Bekanntheit erlangte er durch sein Buch Die Sterne von Babylon, in dem er das Gilgamesch-Epos einer astronomischen Deutung unterzog. Seine spekulativen Thesen wurden jedoch von der Fachwissenschaft nur verhalten rezipiert.
Seine Dissertation fand zwar die Anerkennung van der Waerdens, damals die Autorität im Gebiet der antiken Astronomie, und von Heribert Maria Nobis. Insgesamt aber war die Reaktion abweisend, vor allem bei den Altorientalisten. Seine Datierung der MUL.APIN Tafeln in das 3. Jahrtausend v. Chr., abweichend von der allgemein akzeptierten Datierung um 1000 v. Chr. wurde insbesondere von Johannes Koch zurückgewiesen. Neuere Arbeiten publizierte er daher im Selbstverlag.

## Schriften
- Die Keilschriftserie MUL. APIN, Dokument wissenschaftlicher Astronomie im 3. Jahrtausend. Dissertation. Universität Tübingen 1978.
- Korrespondierende Kulminationen und heliakische Aufgänge in MUL.APIN. In: Oriens Antiquus. 19. 1980, S. 193–204.
- Zwei Plejaden-Schaltregeln aus dem 3. Jahrtausend. In: Archiv für Orientforschung. 31, 1984, S. 67–70.
- Die Sterne von Babylon. Die geheime Botschaft des Gilgamesch – nach 4000 Jahren entschlüsselt. Lübbe, Bergisch Gladbach 1989, ISBN 3-7857-0498-4. Neuausgabe: Weltbild, Augsburg 1993, ISBN 3-89350-551-2. Enthält eine Übersetzung der 1. Tafel der Keilschriftserie MUL.APIN sowie eine Übersetzung des Gilgamesch-Epos (S. 312–377).
- Das Zeichen des Messias. Ein Wissenschaftler identifiziert den Stern von Bethlehem. CLV, Bielefeld 1995, ISBN 3-89397-369-9.